# گادور
گادور (به اسپانیایی: Gádor) دهستانی در استان آلمریای اسپانیا است.
در این دهستان ۲۹۳۳ نفر زندگی می‌کنند. مساحت این دهستان ۸۸ کیلومتر مربع است.